# 杰克·加芬克尔
杰克·加芬克尔（英語：Jack Garfinkel，1918年6月13日—2013年8月14日），美国NBA联盟前职业篮球运动员。